# Detonator BN
Detonator BN – punkrockowy zespół z Sochaczewa, założony w 1985 roku przez Mirka Adamkiewicza i Leszka Stopczyńskiego. Grupa wyróżniała się melodyjnym brzmieniem, nietypowym instrumentarium i jednoznacznie zaangażowanymi tekstami komentującymi rzeczywistość PRL-u. W 1987 roku zwyciężyła na festiwalu w Jarocinie. Koncertowała w krajach bloku wschodniego. Działalność zakończyła na przełomie lat 80. i 90., a jej dorobek podsumowuje płyta wydana w latach 90. oraz archiwalne nagrania kasetowe.

## Historia
Zespół Detonator BN powstał w Sochaczewie  1985 roku z inicjatywy Mirka Adamkiewicza i Leszka Stopczyńskiego, których celem było stworzenie muzyki punkowej odbiegającej od ówczesnych standardów . Według innych źródeł działał od maja 1986 roku . Ich twórczość miała łączyć melodyjność z ostrą, jednoznaczną krytyką rzeczywistości społeczno-politycznej PRL-u. Charakterystyczne dla zespołu było nietypowe jak na punkowe standardy instrumentarium – do składu dołączyła m.in. oboistka, co nadawało ich muzyce oryginalnego brzmienia. Z czasem zespół poszerzył skład także o saksofonistę .
W początkowym okresie działalności grupa występowała głównie w klubach studenckich, domach kultury i szkołach oraz brała udział w przeglądach muzycznych. Przełomowym momentem był rok 1987, gdy Detonator BN zwyciężył na festiwalu w Jarocinie, uzyskując zdecydowaną przewagę głosów nad pozostałymi zespołami – 1180 wobec 44 dla Chłopców z Placu Broni i 12 dla Sexbomby. Sukces ten otworzył przed zespołem możliwości koncertowania w Polsce i za granicą, m.in. w Rosji, Ukrainie i Czechach. Występ Detonatora BN w moskiewskim Parku Gorkiego zgromadził około 25 tysięcy widzów, podobna frekwencja towarzyszyła im podczas koncertów w Kijowie i Charkowie. Planowana trasa koncertowa w USA nie doszła jednak do skutku z powodu poboru Mirka Adamkiewicza do wojska. Grupa nie zdołała już wrócić do wcześniejszej aktywności, co w praktyce zakończyło jej działalność .

## Dorobek artystyczny
W dorobku zespołu znajduje się płyta wydana w latach 90. XX wieku, zawierająca wszystkie utwory Detonatora BN. W Internecie dostępne są także nagrania z lat 80. XX wieku, w tym kaseta wydana przez wrocławski label Anti Azbest Tapes . W 2023 roku dzięki staraniom wytwórni Zima Records ukazało się dwupłytowe wydawnictwo poświęcone zespołowi Detonator BN (Będziemy Najlepsi), obejmujące winyl i płytę CD. Na winylu znalazło się piętnaście utworów, natomiast wersja kompaktowa została poszerzona o dodatkowych sześć nagrań. Całość uzupełnia wkładka zawierająca bogaty materiał fotograficzny oraz wspomnienia związane z historią zespołu .

## Skład grupy
W okresie istnienia zespołu w latach 1985–1991 uczestniczyło w nim łącznie 12 osób w charakterze wykonawców. Jako managerowie pracowali Jerzy i Janusz Szostakowie .
| Uczestnik          | wokal | gitara basowa | bas | perkusja | obój | saksofon |
| ------------------ | ----- | ------------- | --- | -------- | ---- | -------- |
| Mirek Adamkiewicz  | +     | +             |     |          |      |          |
| Lidla Draber       |       |               |     |          | +    |          |
| Artur Jakóbek      |       | +             |     |          |      |          |
| Andrzej Kowalewski |       |               |     | +        |      |          |
| Marcin Kozioł      |       |               | +   |          |      |          |
| Robert Lewandowski |       |               |     | +        |      |          |
| Adam Michejda      |       |               |     | +        |      |          |
| Michał Rollinger   |       |               |     |          |      | +        |
| Jacek Sidor        |       |               | +   |          |      |          |
| Leszek Stopczyński | +     |               | +   | +        |      |          |
| Jacek Wójcicki     |       |               |     |          |      | +        |
| Piotr Zduńczak     |       |               | +   |          |      |          |